# Siderland
Siderland és un grup musical català nascut a Barcelona el 2018 que se centra en els gèneres pop i synthwave. La banda va participar en el Benidorm Fest 2023 amb la cançó «Que esclati tot», però no va arribar a la final sinó que es va quedar en la 6a posició de la semifinal.
El grup està format per Uri Plana (veu i guitarra), Albert Sort (baix) i Andreu Manyós (bateria).

## Discografia

### Àlbums
| • Totes les nits del món (2021) |
| --- |
| 1. Totes les nits del món 2. El ritme encara és teu 3. La història comença aquí 4. Fins mai 5. Crida amb mi 6. Torna a començar 7. Tragèdia o calor 8. Ningú ballarà per tu 9. Només vull amor 10. El final |

### Senzills
- Crema La Pista (2020) (Siderland amb Vicco i Feze)

### Versions
- «Nit vuitantera» (2023)[4] (versió de Nochentera en català sorgida arran d'una improvisació d'Oriol Plana de Siderland i Vicco)
- «Nit vuitantera» (2023)[5] (versió de Nochentera en català sorgida arran de la Marató 2023 i interpretada per Siderland i Vicco)